# Nagel
För andra betydelser, se Nagel (olika betydelser).

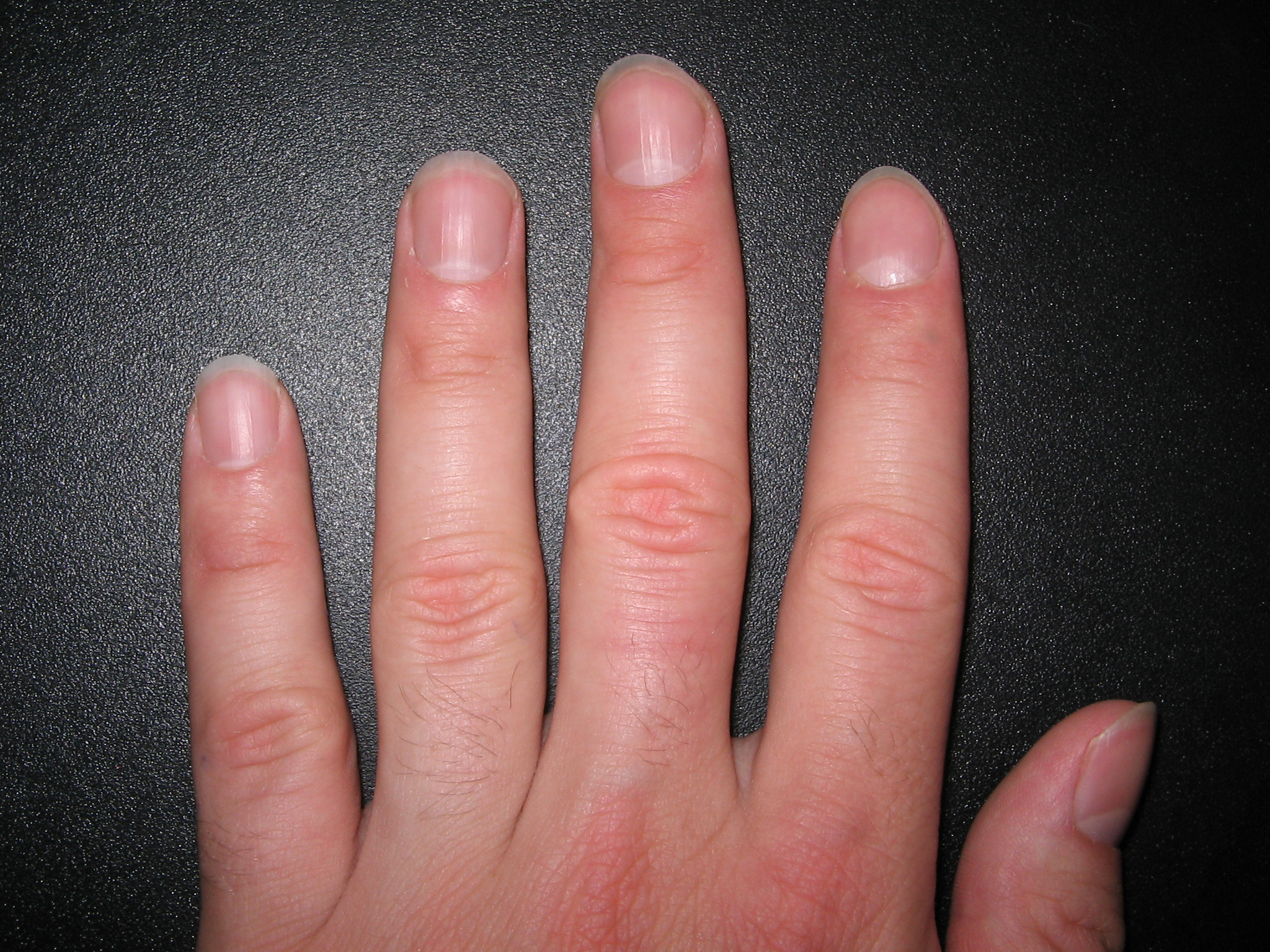
Människans naglar på handen.

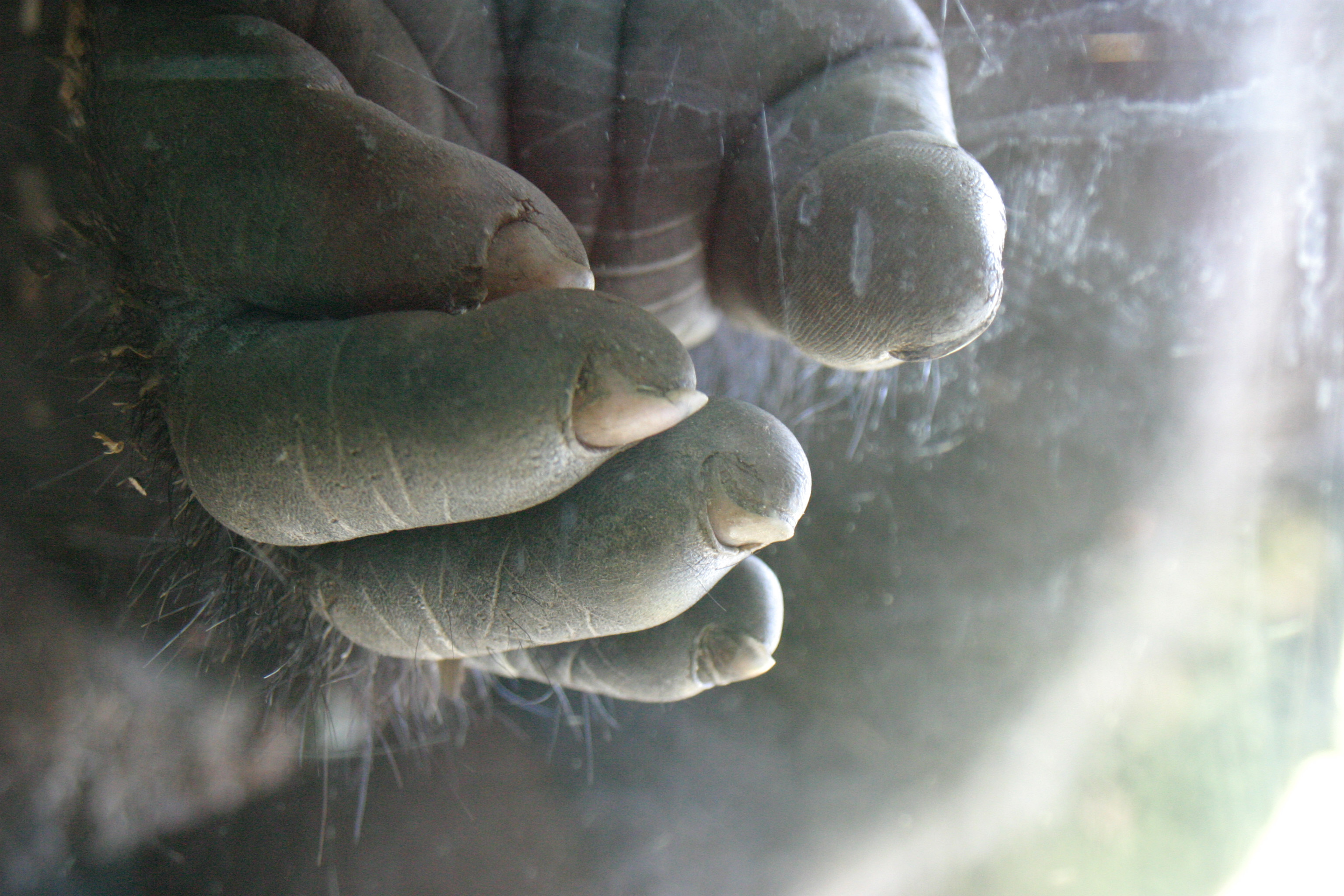
Gorillans naglar på handen.

Naglar (latin sg. unguis) kallas de hårda utväxter av keratin som återfinns längst ute på fingrarnas och tårnas sträcksida hos primater. Nageln består av döda celler från nagelroten som förhornats. Naglarna motsvarar andra djurarters klor, klövar och hovar. Naglar kan, i likhet med klor, användas till att rivas eller klösas med, men på människoapor finns nageln främst till för att skydda den mjuka fingertoppen. I många kulturer utsmyckas naglar med till exempel nagellack. Nagelband kallas den tunna remsan av överhud i övergången mellan nageln och den egentliga huden.

## Hygien
För att undvika att smuts samlas under naglarna klipps eller filas de i allmänhet ner till lämplig längd. Smuts under den fria delen av nageln kan synas genom nageln som en svart eller blåsvart färgning kallad sorgkant. Flertalet hjälpmedel som använder sig av hävstångsprincipen finns för att kunna klippa av bitar från nageln. Några exempel är nagelklippare, nagelsax och nageltång. Nagelfilar finns i olika material bland annat sandpapper, glas och metall.

## Anatomi

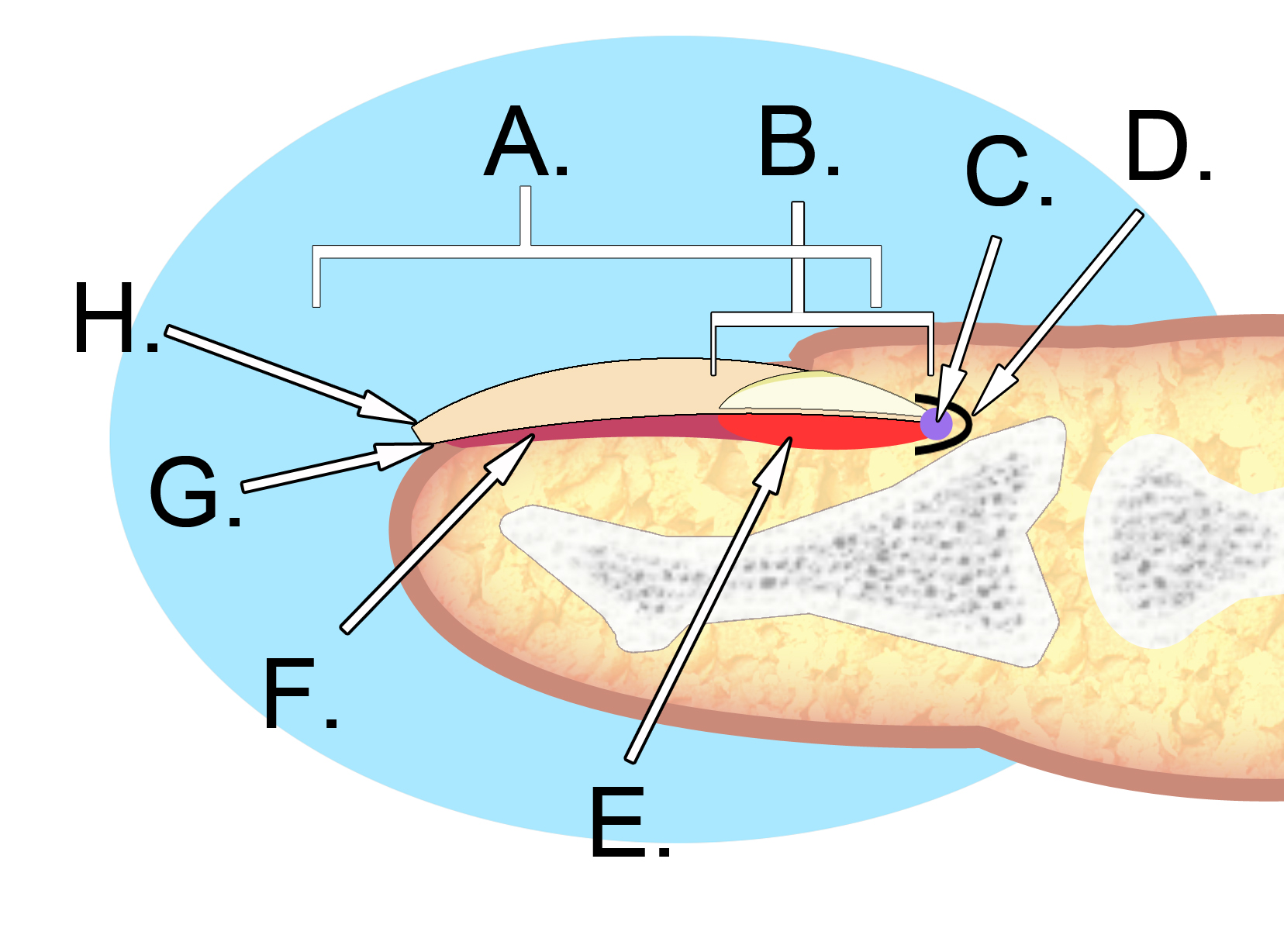
Nagelplatta (A), lunula och nagelvall (B), nagelrot (C), tillväxtzon (E), nagelbädd (F), margo liber (H)

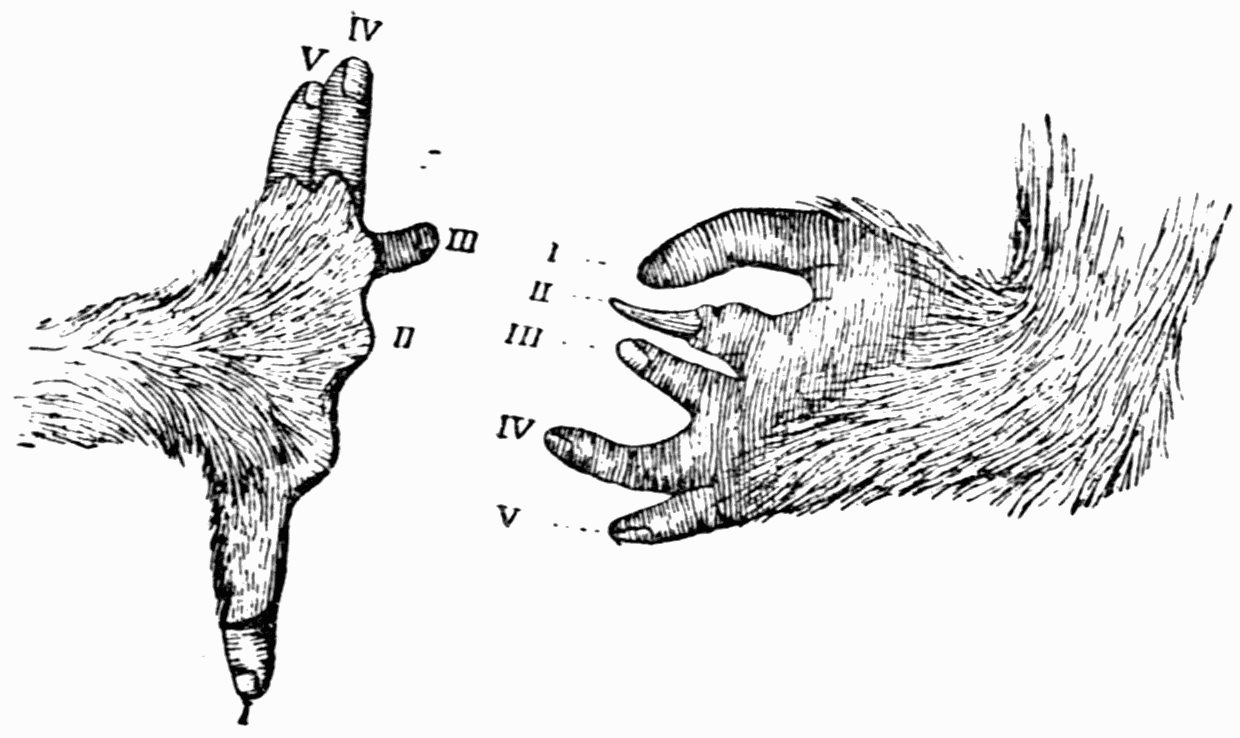
Illustration av nagelförsedd hand samt nagel och kloförsedd fot hos halvapa

Nagelns proximala del utgörs av avgränsningen margo occultus (latin: ung. "dold kant") och börjar med nagelroten, följt av ett halvmånformat ljusare område kallat lunula. Lunula täcks till stor del av det hudveck kallat nagelvallen (vallum unguis) som omsluter nageln proximalt och lateralt, samt av nagelbandet (perionyx). Större delen av nageln består av själva nagelplattan (corpus unguis) som slutar i nagelns sidokanter (margo laterales) och dess fria ände (margo liber).
Under lunula i anslutning till nagelroten finns nagelns tillväxtzon (matrix unguis), som utgör den mest proximala delen av det epitellager som ligger under nageln och kallas nagelbädd (hyponychium). Den dolda delen av lunula täcks på ovansidan i sin tur av ett epitellager (eponychium) som sträcker sig fram till nagelbandet.
De som hovar och klövar betecknade modifikationerna av nagelbildningarna utmärks därigenom, att de är korta och trubbiga, att den mycket tjocka nagelplattan är böjd på tvären, ej eller obetydligt i längdriktning, och att nagelbädden är tjock och fast. Dessa egenskaper står i samband med hovarnas och klövarnas funktion att uppbära kroppen, medan hos de med klor utrustade djuren endast trampdynan har denna uppgift, och klorna tjänstgör vid grävning, klättring och så vidare.
Hos krokodiler, sköldpaddor och fåglar tillväxer klorna på det sättet, att nya hornlager bildas från den underliggande slemhinnans hela yta. Hos däggdjuren och ödlorna sker nybildningen av nagelplattan endast vid basen och vid spetsen. 

### Människans naglar under fosterutvecklingen
Nagelanlagen hos människan framträder först som förtjockningar av epidermis, på fingrarna kring den tionde fosterveckan och på tårna omkring den fjortonde. Anlagen bildar ett veck i fingret som migrerar i proximal riktning omslutet av ett nagelveck som är av ektodermalt ursprung. Ur nagelvecket bildas sedan den tillväxtzon (matrix) som ger upphov till nagelplattan. Initialt täcks hela nagelplattan av ett tunt epitellagel (eponychium) som sedan tillbakabildas och bara sträcker sig fram till nagelbandet. Nagelutvecklingen hos människa är i princip färdig vid 8:e månaden för fingrarna och omkring födseln för tårna, i och med att nageln växer så att den når fingrets eller tåns fria ände.

### Apornas naglar
Primater inklusive människan är de enda djur som har typiskt formade naglar som täcker fingerändarna. Det gemensamma evolutionära ursprunget till naglarna är reptilernas klor. De flesta medlemmarna av ordningen primater har händer med fem fingrar prydda med naglar eller klor. Många arter har både naglar och klor, men på olika fingrar och tår. Arterna som tidigare räknades till halvaporna utmärker sig genom att de har naglar på sina fingrar och tår, men samtidigt åtminstone har klor på fötternas andra tå. Medlemmarna av familjen Tarsiidae har klor på både andra och tredje tån, medan fingerdjuren enbart har naglar på sina stortår och klor på de övriga tårna.

## Skönhetsaspekter och utsmyckning

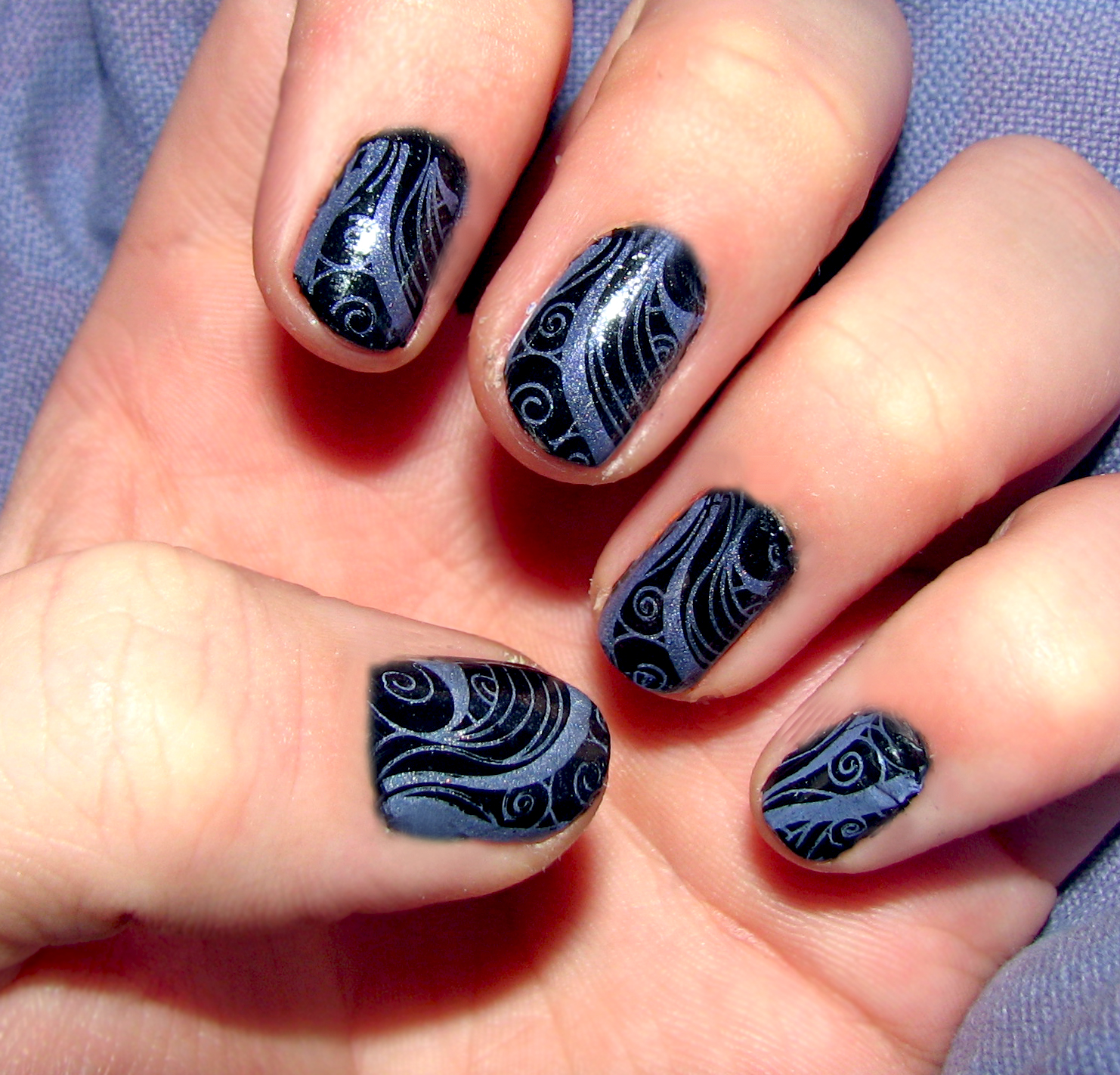
Nagellack i avancerat mönster.

Nailart, nagelkonst, är en konstform där finger- och tånaglar smyckas och förskönas på olika sätt. Nagelutsmyckning kan vara ett sätt att försköna utseendet precis som smink, men kan även förstås som en uttrycksform eller ett hantverk. Skönhetsinrktad behandling av naglar kallas för manikyr när det gäller händernas naglar och pedikyr när det gäller fötterna och tårnas naglar. Nagelutsmyckning sker ofta med nagellack, men kan även inkludera kristaller, spets eller bladguld ofta i kombination med lacket. Lösnaglar kan användas för att skapa färdiga dekorationer som kan limmas fast på nageln och sedan återanvändas, eller enbart för att förlänga naglarna. Nagellim används också för att fästa olika utsmyckningar på nageln.

### Nagellack
Det pigmenterade nagellacket som ger nageln dess färg kan kompletteras med lager av färglöst lack. Ett lager med färglöst lack direkt på nageln kan ge en bra fästyta för pigmenterat lack, eller användas enskilt för att bibehålla naglarnas naturliga färg med ökad glans. Samma effekt med ökad glans kan ges åt ett lager med pigmenterat lack genom att stryka över med opigmenterat nagellack, vilket utöver glansigare yta ger bättre skydd mot slitage. Nagellackborttagningsmedel används för att ta bort nagellacket när det slitits, inför ett nytt dekoreringsprojekt, samt för att korrigera fel eller ta bort överflödigt lack i samband med manikyren. Målning sker ofta med pensel, men även andra verktyg som tops, nagelfil, pincett, tandborste och tandpetare kan vara till nytta i processen.

## Nagelsjukdomar

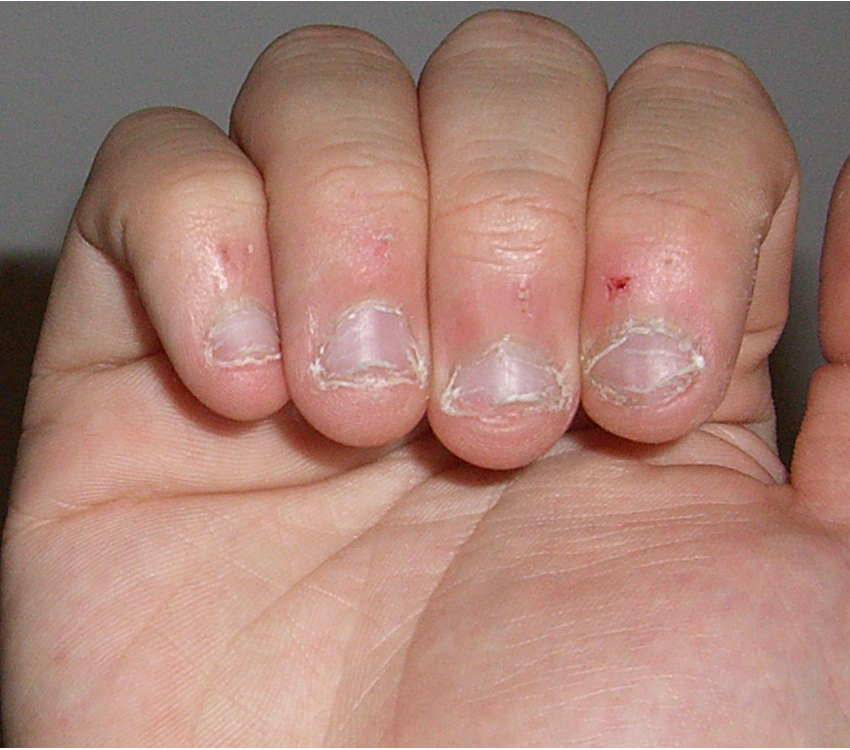
Fingrar med nedbitna naglar.

Naglar kan skadas av yttre våld, drabbas av åkommor som nageltrång och nagelsvamp, eller förändras till följd av olika hudsjukdomar eller invärtes tillstånd. Symmetriska och utbredda nagelförändringar talar för ett mer generaliserat tillstånd som sjukdomsorsak. Nagelförändringar känns i regel igen efter sitt utseende, men vid till exempel nagelsvamp kan provtagning med svampodling eller PCR-analys vara av värde och vid misstanke om bakomliggande systemisk sjukdom kan blodprovstagning bli aktuell. Behandlingsmetoder för nagelsjukdomar inkluderar lokal- eller tablettbehandling med olika antibiotika, omläggning med alsolförband och vid bland annat nageltrång operation.
En del människor biter på fingernaglarna, vilket innebär att de regelmässigt med tändernas hjälp biter av den fria delen av nageln. De avbitna nagelbitarna kan sväljas eller spottas ut. Nagelbitning förknippas ofta med nervositet och betraktas som en dålig vana.